# بیتسی تالوک
بیتسی تالوک (انگلیسی: Bitsie Tulloch؛ زادهٔ ۱۹ ژانویهٔ ۱۹۸۱) یک هنرپیشه اهل ایالات متحده آمریکا است. وی از سال ۲۰۰۱ میلادی تا کنون مشغول فعالیت بوده‌است. در سال ۲۰۱۷ با دیوید گیونتولی ازدواج کرد.

## فیلم‌شناسی
وی بازیگر فیلم‌هایی همچون آرتیست، آلفا و امگا، گریم، جباریت، دکتر هاوس و بال غربی بوده است.